# Elenore
Singles de The Turtles
The Story of Rock and Roll
(1968) You Showed Me
(1969)
Elenore est une chanson du groupe de rock américain The Turtles, parue en single en février 1968, puis sur l'album The Turtles Present the Battle of the Bands.

## Histoire
En 1968, les Turtles souhaitent diversifier leur musique, mais ils sont freinés par leur maison de disques White Whale Records, qui attend d'eux un single dont le succès soit comparable à celui de Happy Together. Frustrés, les membres du groupe écrivent et composent Elenore comme une parodie de Happy Together. À sa sortie, elle fait presque aussi bien que Happy Together au hit-parade, en se classant dans le Top 10 aux États-Unis et au Royaume-Uni.
En 1977, cette chanson est reprise en français sous le titre Mandarine par le groupe Récréation.